# Talbrücke Kassemühle
Die Talbrücke Kassemühle ist eine Eisenbahnüberführung am Streckenkilometer 45,8 der Schnellfahrstrecke Hannover–Würzburg. Die Brücke verläuft von Nordwesten kommend Richtung Südosten zirka 500 m südwestlich des Ortes Sehlem und überspannt mit einer Länge von 690 m unter anderem die Landesstraße 490 sowie den kleinen Bach Riehe.

## Lage und Verlauf
Die Brücke überspannt östlich der namensgebenden Kassemühle u. a. eine Gemeindestraße (km 45,7), die Landesstraße 490 (in km 45,9), die Riehe (km 45,8), die ehemalige Lammetalbahn (km 46,2) sowie mehrere Wirtschaftswege.
Nördlich und südlich schließen sich kurze Dämme an, jeweils gefolgt von Einschnitten. Weiter südlich folgt der Riesbergtunnel.
Die Gleise liegen im Bereich der Widerlager rund 10 m sowie im Bereich der Talsohle etwa 26 m über dem Gelände.

## Geschichte
Im Januar 1980 wurde das Raumordnungsverfahren im Abschnitt der heutigen Brücke abgeschlossen. Die Brücke gehörte zum Planfeststellungsabschnitt 2.02 der Neubaustrecke. Das Bauwerk weist beidseitig Lärmschutzwände auf, die eine Höhe von 2,0 m über Schienenoberkante besitzen. In südlicher Richtung steigt die Gradiente um 12,5 Promille an.
Die Brücke wurde von Mai 1986 bis Juli 1988 errichtet. 

## Konstruktion / Ausführung

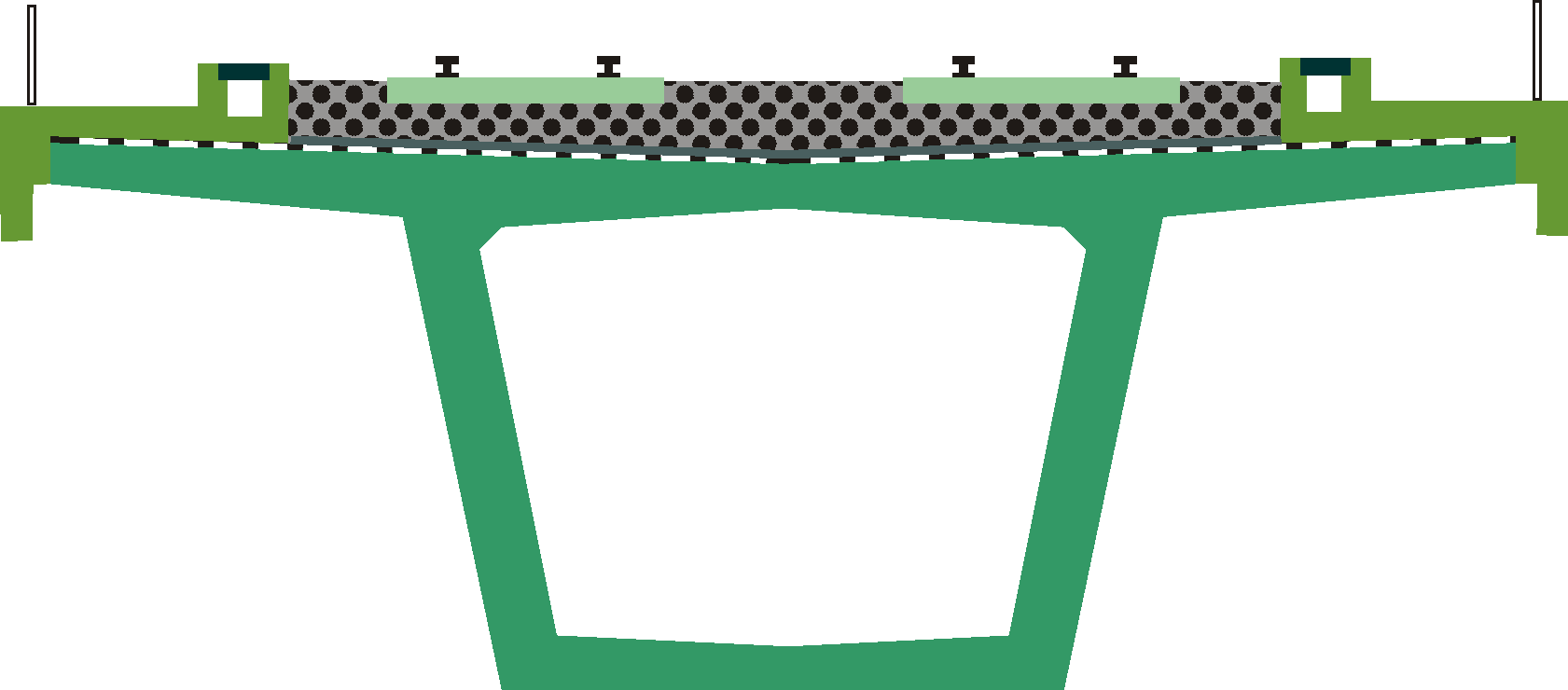
Querschnitt des Überbaus

Elastomerlager am Widerlager

Die rund 14 m breite Brücke wurde zweigleisig mit durchgehendem Schotterbett nach dem Regelquerschnitt für Brückenbauten der Deutschen Bundesbahn dimensioniert. Ursprünglich waren Regelstützweiten von 50 m geplant. Der zugehörige etwa 5 m hohe Überbau bei der relativ niedrigen Brückenhöhe veranlasste den Bauherrn eine schlankere Konstruktion mit 30 m Spannweite und 2,88 m Konstruktionshöhe bauen zu lassen.
Der Brückenüberbau besteht aus einer Kette von 23 Einfeldträgern. Dadurch ist es möglich, einen einzelnen beschädigten Träger nach wenigen Demontagearbeiten in relativ kurzer Zeit zur Seite zu schieben und zu ersetzen, um kurze Sperrzeiten zu erzielen. Die maßgebenden Schnittgrößen wurden nach dem Lastmodell UIC 71 ermittelt. Als Querschnitt für den Überbau wurde, wie auch bei fast allen anderen Brücken auf der Strecke, ein in Längsrichtung vorgespannter Stahlbetonhohlkasten gewählt. Außerdem ist die Fahrbahnplatte zusätzlich in Querrichtung vorgespannt. 

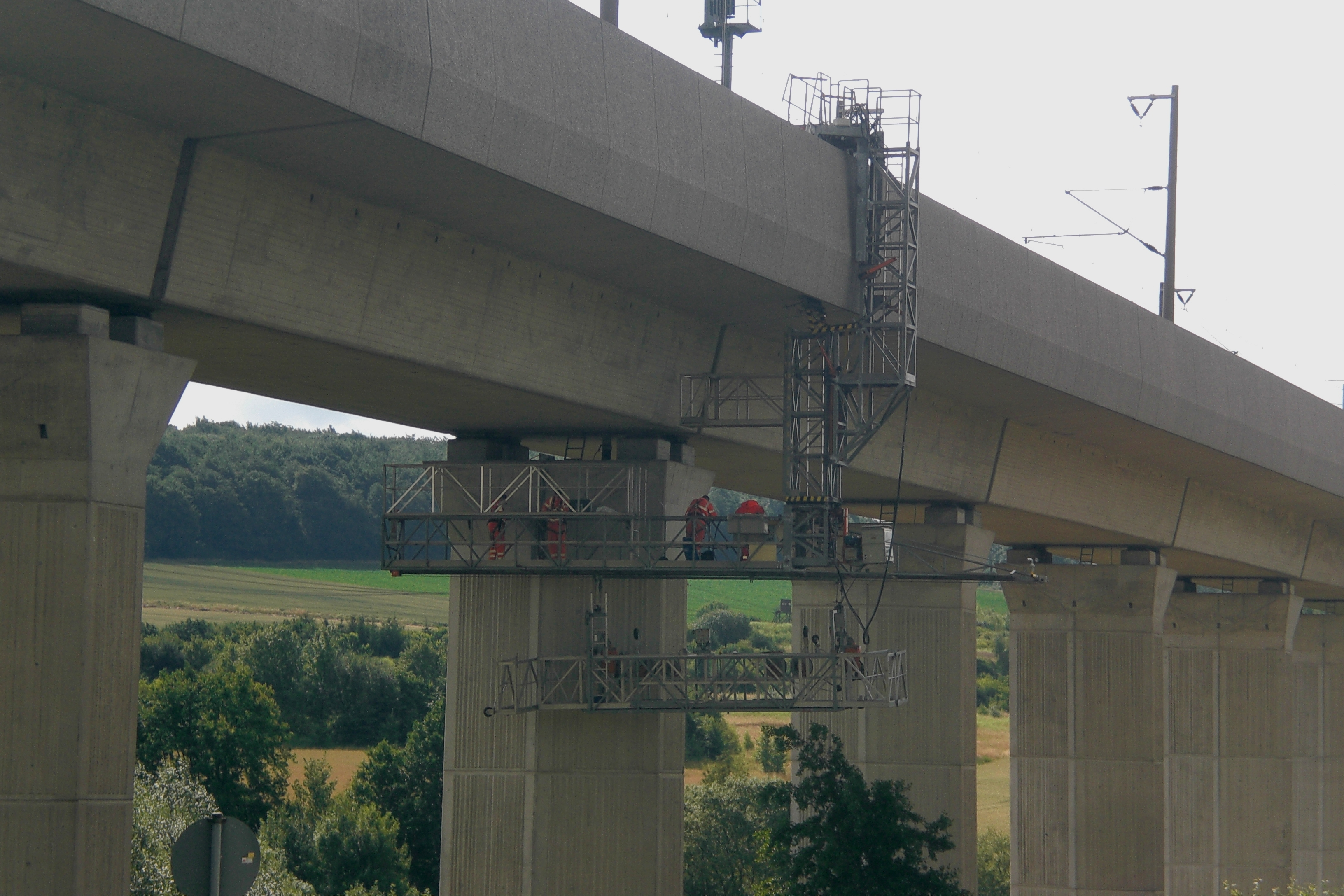
Hauptprüfung (Juli 2009)

Die Pfeilerhöhe beträgt zwischen 8,0 m und 28,0 m. Um die Pfeilerabmessungen optisch kleiner wirken zu lassen, kam abweichend von den rechteckigen Regelquerschnitten ein sechseckiger, 5 m langer und 3 m breiter Hohlquerschnitt aus  Stahlbeton zur Ausführung. Zusätzlich wurden die Pfeilerflächen mit Schalungsmatrizen vertikal profiliert hergestellt. Sieben Pfeiler besitzen eine Flachgründung, die restlichen wurden mit bis zu 12 m langen Ortbetonrammpfählen bei einem Durchmesser von 0,5 m tiefgegründet.
Die Herstellung des Überbaus erfolgte mit einem Vorschubgerüst, das aus Spannbeton bestand. Das Traggerüst hatte ein Gewicht von etwa 750 Tonnen und besaß eine Länge von 64 m. Dies stellte sicher, dass es immer auf mindestens zwei Pfeilern auflag.
Es bestand aus zwei Z-förmigen, massiven Längsträgern, die oben durch Querträger miteinander verbunden waren. Auf dem Gerüst war die Überbauschalung angeordnet. Die Herstellung eines Überbauabschnittes dauerte zwei Wochen.
Zwei Elastomerlager tragen an jedem Ende eines Feldes die vertikalen und horizontalen Kräfte ab. Aufgrund des anstehenden, betonangreifenden Grundwassers musste für sämtliche Gründungsbauteile ein Beton der Festigkeitsklasse B35 mit besonderen Eigenschaften verwendet werden.
Die Brücke wurde von der Firma Gerdum und Breuer aus Kassel errichtet. Die Tragwerksplanung erfolgte durch die Ingenieurgemeinschaft Eriksen, Hannover. Die Statik für das Vorschubgerüst wurde durch das Ingenieurbüro Harries und Kinkel, Neu-Isenburg erstellt.